# Anna (Miniserie)
Anna ist eine italienische Miniserie aus dem Jahr 2021. Die sechsteilige Serie basiert auf Niccolò Ammanitis gleichnamigem Roman aus dem Jahr 2015 und wurde von Sky Italia produziert. Die gesamte Miniserie wurde in Italien am 23. April 2021 auf Sky Box Sets und im Streaming auf Now zur Verfügung gestellt und am selben Tag auf Sky Atlantic ausgestrahlt. In Deutschland war sie vom 10. September bis zum 10. Dezember 2021 in der arte-Mediathek verfügbar.

## Handlung
Eine Epidemie, „la Rossa“ („die Rote“), ausgelöst durch einen Virus aus Belgien, hat den Tod aller Erwachsenen verursacht. Nur Kinder sind dagegen immun, bis sie die Pubertät erreichen. Anna ist ein dreizehnjähriges Mädchen, das nach dem Tod ihrer Mutter versucht, ihren kleinen Bruder Astor in jeder Hinsicht zu beschützen. Um ihn von Gefahren fernzuhalten, hält sie ihn im Haus der Familie, das in Sizilien steht, isoliert, während sie auf der Suche nach Nahrung und Vorräten durch die Gegend streift. Ihre Mutter hat ihnen in einem Buch alles zum Überleben Wichtige aufgeschrieben und Anna das Versprechen, ihren Bruder zu beschützen und für ihn zu sorgen, abgenommen. Eines Tages wird Astor von einer Kinderbande, den „Blues“, entführt. Anna muss, um nach ihrem kleinen Bruder zu suchen, das Haus und die Gegend verlassen. Es gelingt ihr, das Versteck der „Blues“ zu finden und Astor unter den vielen Kindern zu identifizieren. An der Spitze der „Blues“ stehen ältere Jungen, die weiß gefärbt sind, um „die Rote“ zu verbergen, die man allmählich an ihnen sehen kann. Die Anführerin der Gruppe ist Angelica, die ihre Autorität durch das Versprechen einer Heilung durch die „Picciridduna“ legitimiert, die einzige überlebende Erwachsene, die sie gefangen hält. Anna wird in der Villa, in der die „Blues“ und die „Whites“ leben, willkommen geheißen, nachdem sie eine Art Vorsprechen erfolgreich bestanden hat. Obwohl es nicht notwendig ist, amputiert Picciridduna Annas Arm auf Angelicas Befehl. Astor bedauert, nicht auf seine Schwester gehört zu haben, und trifft sich heimlich mit ihr, die es schafft, ihn zur Flucht zu bringen, indem sie ihm sagt, er solle sich Pietro anschließen. Picciridduna, die mit bürgerlichem Namen Katia heißt, entdeckt, dass Angelica plant, sie während einer Party lebendig zu verbrennen und dann zusammen mit ihren Untergebenen ihre Asche zu essen, also schließt sie sich mit Anna zusammen, um den Plan zu sabotieren. Am Abend des Feuers, während sich die „Blues“ und die „Whites“ fertig machen, ertränken Katia und Anna Angelica in einer Wanne und am nächsten Morgen ist Anna endlich frei. Als sie bei Pietro ankommt, stellt sie fest, dass Astor nicht bei ihm ist und dass der Junge leider die Symptome der „Roten“ entwickelt hat. Gemeinsam begeben sie sich auf eine lange Reise durch ein zerstörtes Sizilien, bis sie den Ätna erreichen, wo der sterbenskranke Pietro vergeblich Selbstmordversuche unternimmt. Anna erstickt ihn mit zwei Plastiktüten. Dann findet sie endlich Astor wieder. Die beiden Geschwister, wieder vereint, haben sich zum Ziel gesetzt, die Straße von Messina mit dem Tretboot zu überqueren, um das Festland zu erreichen und herauszufinden, ob einer der Erwachsenen der Epidemie wirklich entkommen ist und ein Heilmittel gefunden hat.

## Besetzung und Synchronisation
Die deutschsprachige Synchronisation entstand nach den Dialogbüchern sowie unter der Dialogregie von Masen Abou-Dakn durch die Synchronfirma Studio Hamburg Synchron in Berlin.

### Hauptdarsteller
| Rolle                  | Schauspieler         | Synchronsprecher    |
| ---------------------- | -------------------- | ------------------- |
| Anna Salemi            | Giulia Dragotto      | Derya Flechtner     |
| Anna Salemi (als Kind) | Viviana Mocciaro     | Hedwig Krämer       |
| Astor                  | Alessandro Pecorella | Artur Lacdao        |
| Astor (als Baby)       | Nicola Mangano       | Luise Noack         |
| Maria Grazia           | Elena Lietti         | Britta Steffenhagen |
| Angelica               | Clara Tramontano     | Emilia Raschewski   |
| Angelica (als Kind)    | Matilde Sofia Fazio  | Emilia Raschewski   |
| Katia                  | Roberta Mattei       | Nurcan Özdemir      |
| Pietro                 | Giovanni Mavilla     | Finn Posthumus      |
| Pietro (als Kind)      | Ludovico Colnago     |                     |

### Nebendarsteller
| Rolle           | Schauspieler             | Synchronsprecher        |
| --------------- | ------------------------ | ----------------------- |
| Marco           | Giovanni Calcagno        | Sven Gerhardt           |
| Mario / Paolo   | Danilo und Dario Di Vita | Rocco Maria Palmieri    |
| Ginevra         | Miriam Dalmazio          | Isabella Vinet          |
| Schneewittchen  | Sara Ciocca              | Clara Rüter             |
| Rotkäppchen     | Elisa Miccoli            | Sofia Fehr              |
| Aschenputtel    | Oro De Commarque         | Julia Fehr              |
| Saverio         | Nicola Nocella           | Matti Klemm             |
| Nucci           | Vincenzo Masci           | Louiz El Hosri          |
| Damiano         | Corrado Fortuna          | Imme Aldag              |
| Lehrerin        | Chiara Muscato           | Giuliana Jakobeit       |
| Lorenza         |                          | Mina Chamlali           |
| Lucia           |                          | Frieda Rudolph          |
| Luisa Privitera |                          | Denise Gorzelanny       |
| Mauro           |                          | Hanns Krumpholz         |
| Mimmo Marino    |                          | Frank Röth              |
| Ndraveche       |                          | Nikita Steinert         |
| Paola           |                          | Asya Tolaz              |
| Papst           |                          | Christian Intorp        |
| Priester        |                          | Elmar Gutmann           |
| Rosario         |                          | Freddy Antoine Gerberon |
| Torwächterin    |                          | Emma Rüter              |

## Soundtrack
Es gibt sowohl einen aus orchestralen sowie elektronischen Musikelementen bestehenden Soundtrack, der auch als Album 2021 erschien und eigens für die Serie komponiert wurde, sowie einen aus der weltweiten als auch aus der italienischen Popkultur bekannten Liedern bestehenden Soundtrack. Ersterer ist von Rauelsson sowie manchen der Schauspieler aufgenommen beziehungsweise produziert worden. In Zweiterem kommen unter anderem Lieder von Alphaville, Loic Soulat, Loredana Bertè, Sophie Hunger sowie Mercury Rev vor. 